# Mäe-Tilga Kogrõjärv
Mäe-Tilga Kogrõjärv (est. Mäe-Tilga Kogrõjärv, Kogrõjärv) – jezioro w Estonii, w prowincji Valgamaa, w gminie Haanja. Należy do pojezierza Haanja (est. Hannja järved). Położone jest na południe od wsi Mäe-Tilga. Ma powierzchnię 0,5 ha linię brzegową o długości 275 m. Sąsiaduje m.in. z jeziorami  Vällämäe Küläjärv, Mäe-Tilga, Vällämäe Peräjärv, Tammsaarõ, Saaluse Kõrdsijärv, Puustusjärv. Położone jest na terenie obszaru chronionego krajobrazu Haanja (est. Haanja looduspark).